# هر روز یک عید است (ترانه کیتی پری)
« هر روز یک عید است» ترانه‌ای از کیتی پری است. این ترانه در ۲۳ نوامبر ۲۰۱۵ به عنوان قسمتی از کمپین کریسمس اچ اند ام منتشر شد.